# Automolis uniformis
Automolis uniformis là một loài bướm đêm thuộc phân họ Arctiinae, họ Erebidae.